# Bernardo pellegrino
Bernardo (Silions, XII secolo – Arpino, XII secolo) fu un pellegrino e confessore ed è venerato come santo dalla Chiesa cattolica.

## Biografia
Bernardo nacque a Silions (oggi Silian) nel XII secolo. Convertitosi al cristianesimo insieme a tutta la sua famiglia, decise di intraprendere un viaggio in Terra santa. Dalla sua cittadina partì con altri suoi coetanei, Arduino, Folco e Gerardo, anche loro convertiti alla fede cristiana.
I quattro pellegrini visitarono moltissimi luoghi della vita di Gesù, tra cui quelli legati alla sua Passione, la grotta di santa Maria Maddalena a Marsiglia, quella di san Giacomo in Galizia, di San Nicola a Bari. Si recarono anche a Roma.
Bernardo ed i suoi compagni, dopo aver visitato la grotta di Sant'Angelo sul monte Gargano in Puglia, erano sulla via del ritorno. Giunti però nel Basso Lazio, ognuno di loro spirò in diverse località (tra cui Atina). Bernardo, ammalatosi anch'egli, morì in territorio di Arpino.
Altre fonti collocano il racconto a cavallo del VI e VII secolo, indicando come data di morte il maggio del 639.
Fu seppellito nella Cappella di San Giovanni.
In seguito ad un sogno, per espresso volere del santo, il suo corpo venne traslato dalla sua originaria sepoltura in territorio di Arpino, a Rocca d'Arce, nella chiesa parrocchiale di Santa Maria Assunta, dove fu elevato a santo patrono dalla popolazione.